# Umberbrauner Borstenscheibling
Der Rotbraune oder Umberbraune Borstenscheibling (Hymenochaete rubiginosa) ist eine Ständerpilzart aus der Familie der Borstenscheiblingsverwandten (Hymenochaetaceae). Er bildet das ganze Jahr über umberbraune, hutförmige Fruchtkörper aus, die bevorzugt auf der Rinde von Eichen (Quercus spp.) wachsen. Sein Verbreitungsgebiet umfasst die meridionale bis gemäßigte Holarktis sowie Neuseeland.

## Merkmale

### Makroskopische Merkmale
Der Umberbraune Borstenscheibling besitzt hütchenförmige, wellige Hüte von 1–5 cm Breite. Sie stehen vom Substrat schräg nach unten ab und sind oft reihig beziehungsweise dachziegelartig verwachsen. An der Basis bildet sich selten ein kleiner Stielansatz. Die graubraune Hutoberseite ist gezont und fein filzig, der Rand ist scharf und heller als das umberbraune Hymenium. Die Fruchtschicht selbst ist vereinzelt von kleinen Warzen besetzt.

### Mikroskopische Merkmale
Der Umberbraune Borstenscheibling verfügt über braune Seten von 40–60 × 5–7 µm in der Fruchtschicht. Seine hyalinen bis hellbraunen Hyphen sind 3–4 µm breit und einfach septiert. Er besitzt 20–35 × 3–5 µm große, viersporige Basidien. Die hyalinen Sporen des Umberbraunen Borstenscheiblings werden rund 3,5–5,5 × 2–3 µm groß und sind schmal ellipsoid bis leicht gebogen. Er hat eine monomitische Trama und unbeschnallte Septen.

## Verbreitung
Die bekannte Verbreitung der Art umfasst die meridionale bis gemäßigte Holarktis sowie Neuseeland, wo sie eingeführt wurde.

## Ökologie
Der Umberbraune Borstenscheibling bildet das ganze Jahr über Fruchtkörper aus, die fast ausschließlich auf Eichen (Quercus spp.) wachsen. Nur selten findet sich die Art auf Edelkastanien (Castanea vesca). Bevorzugte Standorte sind Mischwälder, Parks und Gärten in geschützten, sonnenreichen Hanglagen. Je höher der Standort, desto eher ist er auf kalkreichen Böden zu finden.